# جمعه الرحبی
جمعه الرحبی (انگلیسی: Juma Al-Rahbi؛ زادهٔ ۱۹۴۹) تیرانداز اهل عمان است. وی در بازی‌های المپیک تابستانی ۱۹۸۴ شرکت کرده‌است.